# Samsung i8910
El Samsung i8910 HD, también conocido como Omnia HD, es un teléfono inteligente de Samsung, anunciado en el MWC 2009, el 18 de febrero de 2009.
Este teléfono trae una pantalla táctil capacitiva AMOLED de 3.7 pulgadas con una resolución de 640 x 360 pixeles, capaz de mostrar hasta 16 millones de colores. Tiene una cámara de 8 megapixeles, incluyendo por primera vez en un celular, grabación de video de alta definición en 720p a 24 fps. Otras caracteristas fotográficas que incluye son geoetiquetado, detección de caras y sonrisas, y ajustes de amplio rango dinámico. El i8910 Omnia HD utiliza la interfaz de usuario para teléfonos inteligentes de Symbian S60 5.ª edición, en conjunto con la interfaz TouchWiz de Samsung.
En el tema conectividad, el dispositivo ofrece Wi-Fi con DLNA, Bluetooth 2.0 con A2DP, un puerto estándar microUSB, un conector de audio de 3.5 mm y salida para TV. Un receptor GPS con A-GPS está incluido, además con el Navegador Samsung Mobile de Route 66.
El Omnia HD viene en dos versiones: con 8 o 16 GiB de almacenamiento integrado, ambas con un slot de rápido acceso para tarjetas microSD que soporta hasta 32 GiB.
El i8910 HD es un teléfono cuatri-banda para GSM/GPRS/EDGE con soporte tri-banda UMTS, y soporte HSDPA (hasta 7.2 Mbit/s) y HSUPA (hasta 5.76 Mbit/s).

## Características
- Soporte para DivX/XviD, MPEG4, y subtítulos.
- Uso de AMOLED.
- Pantalla táctil capacitiva de 3.7" (aspecto 16:9).
- Salida HD (720p) compatible con televisores por medio de DLNA.
- Sistema Operativo Symbian S60 5.ª edición.
- Acelerómetro para rotación automática y dejar en silencio.
- Sensor de proximidad para apagar automáticamente la pantalla.
- Magnetómetro para brújula digital.
- Radio FM con RDS.
- Sonido de 5.1 canales virtual con Dolby Surround (en audifónos).
- Navegador web con soporte para Flash Video
- Lector de documentos Office.